# 珀金斯縣 (南達科他州)
珀金斯縣（英語：Perkins County）是美國南達科他州西北部的一個縣，北鄰北達科他州。面積7,487平方公里。根据美國2000年人口普查，共有人口3,363人。縣治拜森 （Bison）。
成立於1908年11月3日，縣政府成立於1909年2月9日。縣名紀念在州參議員亨利·E·珀金斯。